# Lincoln Park (New Jersey)
Lincoln Park ist eine Gemeinde (borough) innerhalb des Morris County im Bundesstaat New Jersey in den Vereinigten Staaten. Das U.S. Census Bureau ermittelte bei der Volkszählung 2020 eine Einwohnerzahl von 10.915.

## Geschichte
Lincoln Park wurde am 11. März 1922 durch ein Gesetz der Legislative von New Jersey aus Teilen von Pequannock Township als Borough gegründet. Die Gemeinde wurde nach Präsident Abraham Lincoln benannt.

## Demografie
Nach einer Schätzung von 2019 leben in Lincoln Park 10.111 Menschen. Die Bevölkerung teilte sich im selben Jahr auf in 88,8 % Weiße, 2,2 % Afroamerikaner, 0,1 % amerikanische Ureinwohner, 5,2 % Asiaten und 2,4 % mit zwei oder mehr Ethnizitäten. Hispanics oder Latinos aller Ethnien machten 12,0 % der Bevölkerung aus. Das mittlere Haushaltseinkommen lag bei 97.003 US-Dollar und die Armutsquote bei 3,1 %.